# Parroquia Francisco Eugenio Bustamante
Francisco Eugenio Bustamante es una parroquia del Municipio Maracaibo del Estado Zulia, y de la ciudad de Maracaibo. Lleva el nombre en honor al médico y cirujano venezolano Dr. Francisco Eugenio Bustamante. Y está ubicada al oeste y Suroeste del municipio Maracaibo.
La parroquia Francisco E. Bustamante cuenta con una población estimada de 268.883 habitantes (2023), una superficie de 27 km² y una densidad de población de 9.584,86 habitantes por km².

## Origen del nombre[1]
El nombre de esta parroquia se da en honor al Dr. Francisco Eugenio Bustamante. Nació en Coro el 6 de septiembre de 1839, fue hijo del coronel Antonio Bustamante, prócer de la Independencia y María Concepción Urdaneta prima hermana del General Rafael Urdaneta. Fue traído a Maracaibo por sus padres a los 4 años de edad. Realizó sus estudios de primaria y luego, el Latín y el Castellano en el Seminario Tridentino. Posteriormente se graduó de Bachiller en Filosofía y Letras en el Colegio Nacional de Maracaibo el 27 de julio de 1857. Viajó a Caracas al año siguiente para estudiar medicina y tuvo que trabajar y dictar clases en el colegio Roscio, bajo la protección de Doña Dolores Vargas, viuda del General Rafael Urdaneta en el año 1859. Interrumpió sus clases y se alistó en el ejército nacional durante nueve meses. En el año 1860 obtuvo licencia y volvió a las aulas para recibir su título de Dr. en Ciencias Médicas el 2 de octubre de 1864. Posteriormente, regresó a Maracaibo y se incorporó al equipo médico del Hospital Chiquinquirá. En 1868 ingresa al Hospital Central Urquinaona en la especialidad de oftalmología y cirugía. Fue también rector de la Universidad del Zulia.

## Instituciones Gubernamentales[2]
- Jefatura Civil de la Parroquia, ubicada en la Urbanización Cuatricentenario.
- Destacamento Nº12, ubicado en la Urbanización Cuatricentenario.
- División de Investigaciones Penales, ubicada en la Urbanización Cuatricentenario.
- Puesto Policial La Chamarreta, ubicado frente al Barrio Santa Isabel.
- Puesto Policial San Miguel, ubicado en la Urb. San Miguel.
- Puesto Policial Bolívar, ubicado en el Barrio Simón Bolívar.
- Puesto Policial Las Acacias, ubicado en la Urbanización Las Acacias.

## Plazas, Parques y Sitios de Interés[2]

### Plazas
- Plaza Altos de la Vanega.
- Plaza Chiquinquirá.
- Plaza Club Hípico.
- Plaza El Buen Pastor.
- Plaza José Antonio Páez.
- Plaza La Chamarreta
- Plaza San Rafael.
- Plaza Virgen María.
- plaza francisco eugenio bustamante

### Sitios de interés
- Mcdonald's
- Jardín Los Bucares.
- Club Hípico.
- Gimnasio de Combate.
- Centro Comercial Ogaret Center.
- Complejo Deportivo Caminos De La Lagunitas.
- Centro de Deporte y Cultura Cuatricentenario.
- Complejo Turístico Los Bucares.
- Complejo Turístico Recreacional La Guadalupana.

## Instituciones Médico Asistenciales[2]
- Hospital Materno Infantil Cuatricentenrio. Dr Eduardo Soto Peña
- Ambulatorio Urbano Cuatricentenario.
- Ambulatorio Urbano II Cuatricentenario.
- Ambulatorio Urbano II San Miguel.
- Ambulatorio Urbano II San Miguel.
- Ambulatorio III Simón Bolívar.
- Ambulatorio  Urbano I
- Gral. Rafae Urdaneta.
- Centro Clínico Nazaret.
- Clínica San Miguel.
- Clínica Santa Fe.
- Clínica San juan.
- CDI La Chamarreta
- Ambulatorio Urbano II Pradera Baja
- CDI MQ Villa Baralt

## Clasificación de zonas[3]

### Barrios
Las Marias ;Ezequiel Zamora; El Despertar; Cuatricentenario; El Progreso, 14 de Julio; Nueva Independencia; 1ro de Agosto; La Montañita; Rey de Reyes; Felipe Hernández; José Antonio Páez; Las Taparitas; 7 de Enero; Simón Bolívar; Villa Centenario de Luz; Lomitas del Zulia; Country Sur; Día de las Madres; Brisas de la Venega; Cardón La Estrella; Bolivita; Felipe Pirela; Los Altos; Buena Independencia; San Benito de la Democracia; 19 de abril; Las Mercedes; Carmen Hernández; Los Satélites; El Elipse; Santa Isabel. Simón Bolívar; Hato Verde, villa Concepción.

### Sectores
urb. Altos De La Vanega ;Fisher Godoy; Simón Rodríguez; Divino Niño Norte; San Fernando; Country Sur; Club Hípico; El Despertar.

### Urbanizaciones
La Chamarreta; Valle Alto; Cuatricentenario 1ra Etapa; Cuatricentenario 2da Etapa; Raúl Leoni 1ra Etapa; Raúl Leoni 2da Etapa; El Progreso; La Gloria; San Rafael; La Pionera; La Montañita 1ra Etapa; La Montañita 2da Etapa; Altos de la Venega; Altos del Sol Amado I, II, III y IV; Club Hípico; Lomas de San Fernando; Piedras del Sol; San Miguel; San Rafael; Caminos de la Lagunita I, II, III.Urb. Villa Baralt I y II

## Instituciones Educativas[4]
Manuel Segundo Sánchez; Rogelio Illaramendi; Josefina Lizarzabal; Cuatricentenaria; Dr. Jesus E. Lossada; Dr. Máximo A. Pérez; Dr. Pedro Iturbe; Ntra. Sra. de la Candelaria; Ana Elena Osorio; Creación La Chamarreta; El Rosario; F.V.M.; Manuel Felipe Tovar; Simón Bolívar; Maranatha; Carlos Borges; David Belloso Rossell; Don Carlos M. Chirinos; Dr. Raimundo Andueza Palacio; El Cardenal Quintero; Fe y Alegría 4; Gral. Emigdio Briceño; José Agustín López; Josue El Sucesor; La Chinita (Fé y Alegría); María J. Morillo; Prof. Abilio Reyes; Prof. Misael Vilchez; Rafael Antonio Rodríguez; Samuel Robinson; San Andrés Apóstol; San Andrés Avelino; San Benito Abad; Santa Lucia; Manolo Muchacho; Angel Emiro Bravo; Rafael Urdaneta; Misael Vilchez; Gustavo Adolfo; Carlos Finlay; Andrés Bello; Uneme Nueve. E.B.N "fabricio Ojeda"; E.B.N. Ferdinand De Saussure